# Takumi Kamijima
Takumi Kamijima (上島 拓巳 Kamijima Takumi?), född 5 februari 1997 i Chiba prefektur, är en japansk fotbollsspelare.
Kamijima började sin karriär 2019 i Avispa Fukuoka.